# Ильинская (станция метро)
«Ильи́нская» — строящаяся станция Московского метрополитена, которая будет в составе строящейся Рублёво-Архангельской линии. Она будет входить во второй участок линии «Рублёво-Архангельское» — «Ильинская» и будет её конечной станцией, будет расположена на западе Москвы, за МКАД, в районе деревни Гольёво Красногорского городского округа Московской области, но в границах анклава, административно принадлежащего району Кунцево Западного административного округа г. Москвы, к северу от Ильинского шоссе, в непосредственной близости от Музея техники Вадима Задорожного и в пешеходной доступности от Музея-заповедника Архангельское.
Станция — мелкого заложения, колонная трёхпролётная, с двумя рядами колонн вдоль продольной оси станции и островной платформой. Будет иметь два подземных вестибюля с выходами к новой проектируемой улично-дорожной сети, зданию автостанции, остановкам НГПТ.

## История
Станция с рабочим названием «Новорижская» впервые появляется в предпроектных проработках в июне 2016 г., к этому времени линия уже 4 года прорабатывалась на всё протяжении, включая участок под электродепо, местоположение которого совпадает с нынешней посадкой самой станции. В связи с тем, что прилегающий с востока от проектируемого электродепо участок занят территорией торговых центров «Глобус» и «Леруа Мерлен», станция проектировалась ещё восточнее, вдоль линии промышленной железнодорожной ветки. Соединительная ветвь от станции до депо по проекту большим полукругом дважды пересекала Новорижское шоссе. Летом 2017 г. в рамках подготовки проекта планировки линии рабочее название «Новорижская» было изменено на «Ильинская».
В июне 2020 г. было озвучено предложение о перспективном продлении линии за ст. «Ильинская» до ст. «Изумрудные Холмы» в г. Красногорске. В 2023 г., в результате дальнейших проработок трассировки с размещением электродепо уже на территории Красногорска посадка ст. «Ильинская» была изменена. Теперь станция располагается не с востока, а с запада от территории торговых центров «Глобус» и «Леруа Мерлен» в составе транспортно-пересадочного узла, включающего в себя автостанцию, перехватывающую парковку и отстойно-разворотную площадку НГПТ, со строительством новой развязки для удобного выезда на магистраль М-9 Новорижское шоссе.
Движение до станции «Ильинская» город планирует запустить в 2029 году.

## Станция в цифрах
Пикет ПК 262+61,495.